# Henryk Jaroszek
Henryk Jaroszek (ur. 1 października 1926 w Kajetanowie, zm. 14 czerwca 2015) – polski dyplomata, działacz państwowy, w latach 1982–1991 wiceminister spraw zagranicznych.

## Życiorys

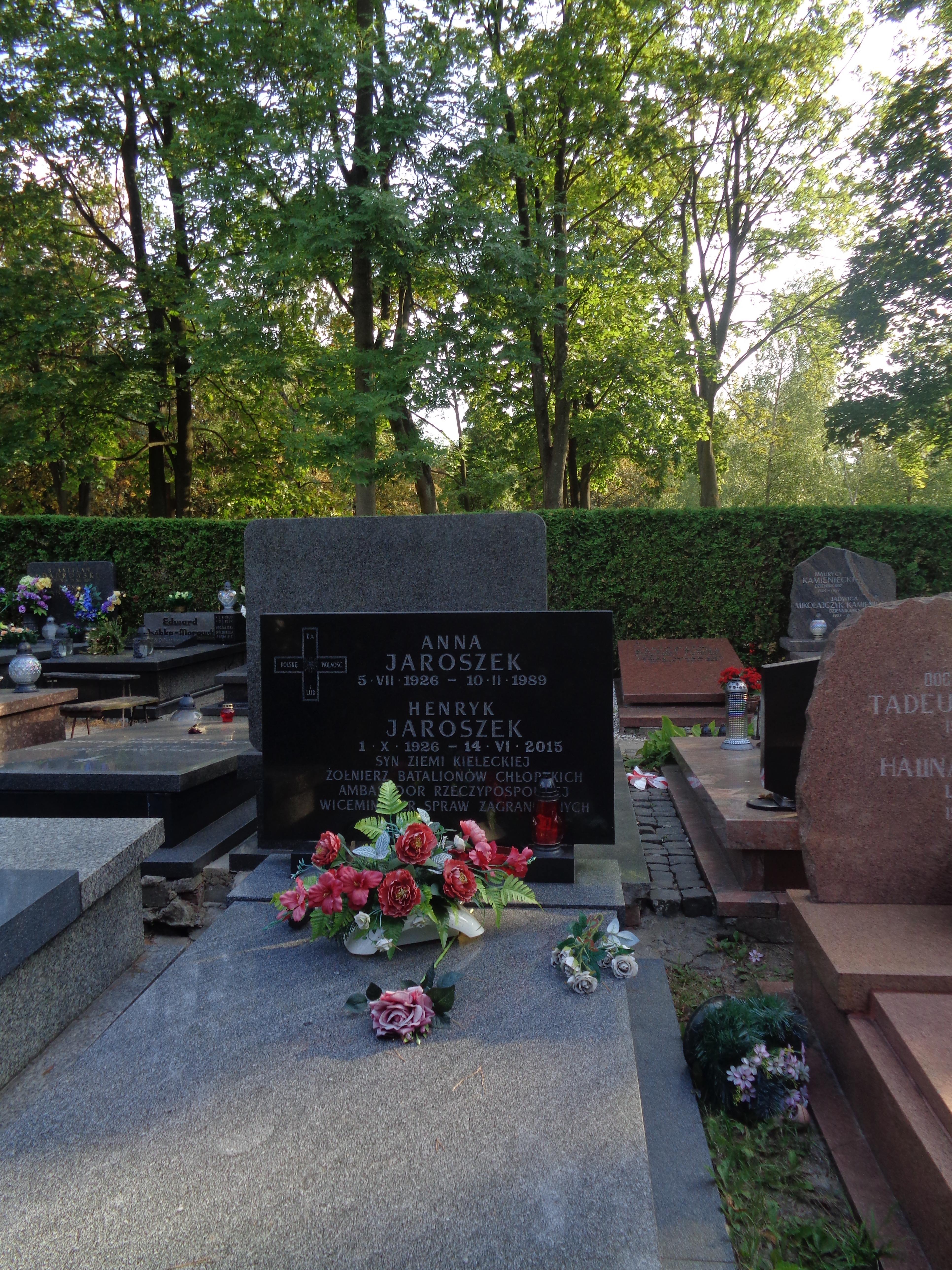
Grób Henryka Jaroszka

W czasie II wojny światowej działał w latach 1942–1944 w konspiracji w ramach oddziałów partyzanckich Batalionów Chłopskich (BCh) na Kielecczyźnie. Po wojnie ukończył studia z zakresu prawa międzynarodowego w Akademii Nauk Politycznych w Warszawie. W latach 1947–1991 był pracownikiem służby dyplomatycznej PRL, m.in. attaché i II sekretarzem ambasady w Londynie (1951–1954), I sekretarzem ambasady w Nowym Delhi (1954–1955), radcą ambasady w Waszyngtonie (1955–1958), ambasadorem w Iraku (1959–1962), stałym przedstawicielem PRL przy Biurze Narodów Zjednoczonych w Genewie (1965–1969), stałym przedstawicielem PRL przy ONZ, w Nowym Jorku (1975–1980), podsekretarzem stanu w Ministerstwie Spraw Zagranicznych (1982–1991). Pochowany na cmentarzu Powązki Wojskowe w Warszawie (kwatera A3 tuje-1-45).

## Odznaczenia i wyróżnienia
- Order Odrodzenia Polski III kl.[2],
- Order Sztandaru Pracy I kl.[2],
- Krzyż Partyzancki[2],
- Krzyż Batalionów Chłopskich[2],
- Medal Zwycięstwa i Wolności[2],
- Odznaka Grunwaldzka[2],
- Odznaka Weteranów Walk o Wolność i Niepodległość Ojczyzny[2],
- Dyplom ONZ "W Służbie Pokoju"[2].